# Stanley-Cup-Playoffs 1945
Die Playoffs um den Stanley Cup des Jahres 1945 begannen am 20. März 1945 und endeten am 22. April 1945 mit dem 4:3-Sieg der Toronto Maple Leafs über die Detroit Red Wings. Die Maple Leafs errangen damit ihren insgesamt fünften Titel der Franchise-Historie, wobei das Finale die Wiederauflage des Endspiels von 1942 darstellte und auch mit dem gleichen Ergebnis endete. Die Red Wings stellten unterdessen in Person von Joe Carveth den besten Scorer der Playoffs. Darüber hinaus markierte das Stanley-Cup-Finale 1945 das erste Mal in der Ligageschichte, dass der Stanley Cup in einem siebten Spiel von der Gästemannschaft gewonnen wurde. Dies geschah in der Folge bis heute (Stand: Playoffs 2025) nur 1971, 2009 und 2011 erneut.

## Modus
Für die Playoffs qualifizierten sich die vier besten Teams der Liga. Im Halbfinale standen sich der Erste und der Dritte sowie der Zweite und der Vierte der Abschlusstabelle gegenüber. Die jeweiligen Sieger bestritten anschließend das Stanley-Cup-Finale.
Alle Serien wurden dabei im Best-of-Seven-Modus ausgetragen, das heißt, dass ein Team vier Siege zum Weiterkommen benötigte. Das höher gesetzte Team hatte dabei in den ersten beiden Spielen Heimrecht, die nächsten beiden das gegnerische Team. Sollte bis dahin kein Sieger aus der Runde hervorgegangen sein, wechselte das Heimrecht von Spiel zu Spiel. So hatte die höher gesetzte Mannschaft in den Spielen 1, 2, 5 und 7, also vier der maximal sieben Spiele, einen Heimvorteil.
Bei Spielen, die nach der regulären Spielzeit von 60 Minuten unentschieden blieben, folgte die Overtime. Sie endete durch das erste erzielte Tor (Sudden Death).

## Qualifizierte Teams
- (1) Canadiens de Montréal
- (2) Detroit Red Wings
- (3) Toronto Maple Leafs
- (4) Boston Bruins

## Playoff-Baum
|  | Halbfinale | Halbfinale            | Halbfinale |  |  | Stanley-Cup-Finale | Stanley-Cup-Finale  | Stanley-Cup-Finale |
|  |            |                       |            |  |  |                    |                     |                    |
|  |            |                       |            |  |  |                    |                     |                    |
|  | 1          | Canadiens de Montréal | 2          |  |  |                    |                     |                    |
|  | 3          | Toronto Maple Leafs   | 4          |  |  |                    |                     |                    |
|  |            |                       |            |  |  | 3                  | Toronto Maple Leafs | 4                  |
|  |            |                       |            |  |  | 2                  | Detroit Red Wings   | 3                  |
|  | 2          | Detroit Red Wings     | 4          |  |  |                    |                     |                    |
|  | 4          | Boston Bruins         | 3          |  |  |                    |                     |                    |
|  |            |                       |            |  |  |                    |                     |                    |

## Halbfinale

### (1) Canadiens de Montréal – (3) Toronto Maple Leafs
| 20. März 1945 | Canadiens de Montréal | 0:1 (0:0, 0:0, 0:1) Spielbericht Stand: 0:1 | Toronto Maple Leafs Theodore Kennedy (59:38) | Forum de Montréal, Montréal, Québec |

| 22. März 1945 | Canadiens de Montréal Émile Bouchard (28:15) Elmer Lach (57:21) | 2:3 (0:1, 1:2, 1:0) Spielbericht Stand: 0:2 | Toronto Maple Leafs Theodore Kennedy (4:07) Lorne Carr (30:58) Nick Metz (35:39) | Forum de Montréal, Montréal, Québec |

| 24. März 1945 | Toronto Maple Leafs Bob Davidson (51:02) | 1:4 (0:1, 0:3, 1:0) Spielbericht Stand: 2:1 | Canadiens de Montréal Elmer Lach (11:43) Bob Fillion (27:58) Wilbert Hiller (31:14) Erwin Chamberlain (38:55) | Maple Leaf Gardens, Toronto, Ontario |

| 27. März 1945 | Toronto Maple Leafs Mel Hill (22:34) Sweeney Schriner (36:15) Babe Pratt (49:16) Gus Bodnar (72:36) | 4:3 n. V. (0:2, 2:0, 1:1, 1:0) Spielbericht Stand: 3:1 | Canadiens de Montréal Elmer Lach (0:23) Maurice Richard (2:14) Bob Fillion (43:48) | Maple Leaf Gardens, Toronto, Ontario |

| 29. März 1945 | Canadiens de Montréal Leo Lamoureux (0:40) Émile Bouchard (3:06) Eddie Emberg (6:02) Glen Harmon (26:36) Maurice Richard (33:25) Maurice Richard (41:10) Elmer Lach (41:35) Maurice Richard (50:48) Maurice Richard (55:03) Bob Fillion (59:06) | 10:3 (3:2, 2:1, 5:0) Spielbericht Stand: 2:3 | Toronto Maple Leafs Lorne Carr (7:37) Theodore Kennedy (8:10) Elwyn Morris (32:46) | Forum de Montréal, Montréal, Québec |

| 31. März 1945 | Toronto Maple Leafs Elwyn Morris (15:59) Sweeney Schriner (27:11) Gus Bodnar (41:53) | 3:2 (1:1, 1:0, 1:1) Spielbericht Stand: 4:2 | Canadiens de Montréal Maurice Richard (18:39) Émile Bouchard (55:26) | Maple Leaf Gardens, Toronto, Ontario |

### (2) Detroit Red Wings – (4) Boston Bruins
| 20. März 1945 | Detroit Red Wings Earl Seibert (44:04) Joe Carveth (49:05) Ed Bruneteau (59:04) | 3:4 (0:3, 0:0, 3:1) Spielbericht Stand: 0:1 | Boston Bruins Bill Cowley (6:29) Bill Cupolo (10:07) Herb Cain (14:04) Jack McGill (47:22) | Detroit Olympia, Detroit, Michigan |

| 22. März 1945 | Detroit Red Wings Harold Jackson (28:25) Ed Bruneteau (52:48) | 2:4 (0:1, 1:2, 1:1) Spielbericht Stand: 0:2 | Boston Bruins Jack McGill (2:46) Ken Smith (30:03) Paul Gladu (30:18) Pat Egan (57:05) | Detroit Olympia, Detroit, Michigan |

| 25. März 1945 | Boston Bruins Pat Egan (36:05) Gino Rozzini (57:57) | 2:3 (0:2, 1:0, 1:1) Spielbericht Stand: 2:1 | Detroit Red Wings Ted Lindsay (18:54) Murray Armstrong (19:55) Mud Bruneteau (55:48) | Boston Garden, Boston, Massachusetts |

| 27. März 1945 | Boston Bruins Ken Smith (8:31) Herb Cain (34:38) | 2:3 (1:1, 1:0, 0:2) Spielbericht Stand: 2:2 | Detroit Red Wings Earl Seibert (17:21) Joe Carveth (45:10) Murray Armstrong (57:15) | Boston Garden, Boston, Massachusetts |

| 29. März 1945 | Detroit Red Wings Mud Bruneteau (2:51) Flash Hollett (14:41) Mud Bruneteau (77:12) | 3:2 n. V. (2:1, 0:0, 0:1, 1:0) Spielbericht Stand: 3:2 | Boston Bruins Herb Cain (11:52) Bill Jennings (57:10) | Detroit Olympia, Detroit, Michigan |

| 1. April 1945 | Boston Bruins Bill Cowley (12:54) Bill Jennings (26:24) Herb Cain (27:33) Paul Gladu (30:38) Bill Cowley (49:25) | 5:3 (1:1, 3:2, 1:0) Spielbericht Stand: 3:3 | Detroit Red Wings Jud McAtee (0:45) Joe Carveth (23:24) Jud McAtee (37:12) | Boston Garden, Boston, Massachusetts |

| 3. April 1945 | Detroit Red Wings Carl Liscombe (8:20) Carl Liscombe (23:51) Ed Bruneteau (42:04) Carl Liscombe (44:09) Carl Liscombe (49:54) | 5:3 (1:1, 1:2, 3:0) Spielbericht Stand: 4:3 | Boston Bruins Jack McGill (19:15) Herb Cain (28:50) Ken Smith (39:39) | Detroit Olympia, Detroit, Michigan |

## Stanley-Cup-Finale

### (2) Detroit Red Wings – (3) Toronto Maple Leafs
| 6. April 1945 | Detroit Red Wings | 0:1 (0:1, 0:0, 0:0) Spielbericht Stand: 0:1 | Toronto Maple Leafs Sweeney Schriner (13:56) | Detroit Olympia, Detroit, Michigan |

| 8. April 1945 | Detroit Red Wings | 0:2 (0:0, 0:1, 0:1) Spielbericht Stand: 0:2 | Toronto Maple Leafs Theodore Kennedy (33:05) Elwyn Morris (52:03) | Detroit Olympia, Detroit, Michigan |

| 12. April 1945 | Toronto Maple Leafs Gus Bodnar (43:01) | 1:0 (0:0, 0:0, 1:0) Spielbericht Stand: 3:0 | Detroit Red Wings | Maple Leaf Gardens, Toronto, Ontario |

| 14. April 1945 | Toronto Maple Leafs Theodore Kennedy (9:19) Theodore Kennedy (11:44) Theodore Kennedy (30:21) | 3:5 (2:1, 1:1, 0:3) Spielbericht Stand: 3:1 | Detroit Red Wings Flash Hollett (8:35) Murray Armstrong (29:20) Ed Bruneteau (41:11) Ted Lindsay (43:20) Joe Carveth (57:38) | Maple Leaf Gardens, Toronto, Ontario |

| 19. April 1945 | Detroit Red Wings Flash Hollett (48:21) Joe Carveth (56:16) | 2:0 (0:0, 0:0, 2:0) Spielbericht Stand: 2:3 | Toronto Maple Leafs | Detroit Olympia, Detroit, Michigan |

| 21. April 1945 | Toronto Maple Leafs | 0:1 n. V. (0:0, 0:0, 0:0, 0:1) Spielbericht Stand: 3:3 | Detroit Red Wings Ed Bruneteau (74:16) | Maple Leaf Gardens, Toronto, Ontario |

| 22. April 1945 | Detroit Red Wings Murray Armstrong (48:16) | 1:2 (0:1, 0:0, 1:1) Spielbericht Stand: 3:4 | Toronto Maple Leafs Mel Hill (5:38) Babe Pratt (52:14) | Detroit Olympia, Detroit, Michigan |

### Stanley-Cup-Sieger
| Stanley-Cup-Sieger Toronto Maple Leafs | Torhüter: Frank McCool Verteidiger: Pete Backor, Reg Hamilton, Ross Johnstone, Elwyn Morris, Babe Pratt, Wally Stanowski Angreifer: Gus Bodnar, Lorne Carr, Bob Davidson (C), Mel Hill, Art Jackson, Theodore Kennedy, John McCreedy, Jack McLean, Don Metz, Nick Metz, Tom O’Neill, Sweeney Schriner Cheftrainer: Hap Day General Manager: Conn Smythe |

## Beste Scorer
Abkürzungen: GP = Spiele, G = Tore, A = Assists, Pts = Punkte, PIM = Strafminuten; Fett: Bestwert
| Spieler          | Team     | GP | G | A | Pts | PIM |
| ---------------- | -------- | -- | - | - | --- | --- |
| Joe Carveth      | Detroit  | 14 | 5 | 6 | 11  | 2   |
| Theodore Kennedy | Toronto  | 13 | 7 | 2 | 9   | 2   |
| Maurice Richard  | Montréal | 6  | 6 | 2 | 8   | 10  |
| Elmer Lach       | Montréal | 6  | 4 | 4 | 8   | 2   |
| Ed Bruneteau     | Detroit  | 14 | 5 | 2 | 7   | 0   |
| Herb Cain        | Boston   | 7  | 5 | 2 | 7   | 0   |
| Émile Bouchard   | Montréal | 6  | 3 | 4 | 7   | 4   |
| Ken Smith        | Boston   | 7  | 3 | 4 | 7   | 0   |
| Flash Hollett    | Detroit  | 14 | 3 | 4 | 7   | 6   |
| Carl Liscombe    | Detroit  | 14 | 4 | 2 | 6   | 0   |
| Murray Armstrong | Detroit  | 14 | 4 | 2 | 6   | 2   |

## Beste Torhüter
Die kombinierte Tabelle zeigt die drei besten Torhüter in der Kategorie Gegentorschnitt sowie den jeweils Führenden in Shutouts und Siegen.
Abkürzungen: GP = Spiele, Min = Eiszeit (in Minuten), W = Siege, L = Niederlagen, GA = Gegentore, SO = Shutouts, GAA = Gegentorschnitt; Fett: Bestwert; Sortiert nach Gegentorschnitt.
Erfasst werden nur Torhüter mit 120 absolvierten Spielminuten.
| Spieler      | Team     | GP | Min    | W | L | GA | SO | GAA  |
| ------------ | -------- | -- | ------ | - | - | -- | -- | ---- |
| Harry Lumley | Detroit  | 14 | 871:28 | 7 | 7 | 31 | 2  | 2,13 |
| Frank McCool | Toronto  | 13 | 806:52 | 8 | 5 | 30 | 4  | 2,23 |
| Bill Durnan  | Montréal | 6  | 372:36 | 2 | 4 | 15 | 0  | 2,42 |